# Едмон Лаґерр
Едмо́н Ніколя́ Лаґе́рр (фр. Edmond Nicolas Laguerre; 9 квітня 1834, Бар-ле-Дюк, Франція — 14 серпня 1886 там же) — французький математик, член Паризької академії наук (1885). Є автором праць з геометрії, комплексного аналізу. Досліджував ортогональні поліноми.

## Життєпис
Едмонд Лаґерр з дитинства мав слабке здоров'я і це заважало його навчанню. Через ці проблеми зі здоров'ям батьки були змушені переводити його з однієї державної школи до іншої. Однак він зміг вступити до Політехнічної школи в Парижі в 1852 році, але щодня страждав від втоми. Незважаючи на прояв таланту до сучасних мов та математики, він посів лише 46-те місце у своєму класі. Це жодним чином не відображало його здібностей, скоріше свідчило про те, що він мав серйозні проблеми зі здоров'ям. Що Лаґерр був талановитим математиком, вказує той факт, що він опублікував свою першу роботу саме у цей період. Праця «Про теорію фокусів» (On the theory of foci) з'явилась у 1853 році, і це одна з найважливіших його робіт, що присвячена вивченню кутів між прямими у складній проективній площині. Лаґерр закінчив Політехнічну школу у 1854 році та вирішив присвятити себе військовій справі й пішов на службу в артилерію. Він був призначений офіцером-артилеристом і працював над виробництвом озброєння в Мюцигу, що неподалік Страсбурга, з 1854 по 1864 рік. Проте протягом цього періоду він продовжив свої математичні дослідження і в 1864 році покинув службу і повернувся до Політехнічної школи репетитором.
У 1885 році Паризька академія наук обрала його членом геометричного відділу, на місце Ж.А.Серре. Ж. Бертран, який був великим шанувальником таланту Лаґерра, підтримав його при обранні до Академії наук, а також підтримав його призначення на додаткову посаду професора математичної фізики в Колеж де Франс.

## Наукові здобутки
Ранні його роботи мали на меті знайти конкретне зображення уявних точок на площині та в просторі; він перший усвідомив важливу роль площі сферичного трикутника у сферичній геометрії і поширив на всі алгебричні криві теорію фокусів. Потім він вивчав подібність форм, знайшов дві нові системи координат, з яких в одній «змішане рівняння (équatiou mixte)», як він це називав, показувало властивості всіх дотичних, які можна провести до кривої із зовнішньої точки. У той же час він вказав декілька нових властивостей кривих і поверхонь аналагматичних, поширив на гіпереліптичні функції теорему (поризм) Понселе і на поверхні другого порядку теорему Йоахімсталя.
У 1867 році Лаґерр опублікував у «Journal de l'Ecole Politechnique» мемуар: «Sur le Systèmes linéaires» («Про лінійні системи»). Трохи згодом він створив геометрію напряму. Потім, звернувшись до рівнянь алгебри і знайшовши недостатніми методи Штурма і Ньютона, він ще більше спростив пояснення правила знаків Декарта, застосовуючи його як до многочленів, так і до нескінченних рядів; знайшов спосіб відокремлювати уявні корені та робити з ними обчислення; показав, що можна привести розбіжний ряд у розбіжний безперервний дріб.
Розробляв аналітичну теорію функцій комплексного змінного, вивчав многочлени (многочлени Чебишева — Лаґерра). Встановив метричні характеристики евклідової геометрії з урахуванням проективних концепцій. Висловив ідею про розробку проективної основи для вимірювання кутів, яка була розвинена та узагальнена А. Кейлі.

## Наукові публікації
- Notes sur la résolution des équations numériques. Paris: Gauthier-Villars. 1880. Архів оригіналу за 8 квітня 2022. Процитовано 8 квітня 2022.
- Laguerre, Edmond (1881). Sur la transformation par directions réciproques . Comptes rendus. 92: 71—73.
- Laguerre, Edmond (1882). Transformations par semi-droites réciproques . Nouvelles annales de mathématiques. 1: 542—556.
- Théorie des équations numériques [Архівовано 8 квітня 2022 у Wayback Machine.], Paris: Gauthier-Villars. - 1884 // Google Books
- Recherches sur la géométrie de direction; méthodes de transformation; anticaustiques. Gauthier-Villars. 1885. Архів оригіналу за 8 квітня 2022. Процитовано 8 квітня 2022.
- Oeuvres de Laguerre publ. sous les auspices de l'Académie des sciences par MM. Charles Hermite, Henri Poincaré, et Ежен Руш[en]. (Paris, 1898—1905) (reprint: New York: Chelsea publ., 1972 ISBN 0-8284-0263-9) (фр.)

Ці та інші праці Лаґерра становлять близько півтори сотні оригінальних мемуарів, що побачили світ у наукових виданнях «Nouvelles Annales de mathématiques», «Comptes rendus de l'Académie de sciences de Paris», «Bulletin de la Société philomatique», «Bulletin de la Société mathématique» та ін.
Окремими випусками були надруковані лише «Note sur la résolution des équations numériques» (Париж: Gauthier-Villars, 1880); «Théorie des équations numériques» (Париж: Gauthier-Villars, 1884) і  «Recherches sur la géométrie de direction» (Париж: Gauthier-Villars, 1885).

## Нагороди
- Премія Понселе (1877).